# 㹨川
㹨川（いたちがわ）は、神奈川県横浜市栄区を流れる二級河川である。鼬川と表記されることがある（後述）。

## 概要・地理
鎌倉市境に近い荒井沢を水源とする洗井沢川、港南区境に近い瀬上池周辺（瀬上市民の森）を水源とする瀬上沢、金沢区境に近い上郷町付近を水源とする㹨川が、栄区役所付近で合流する。西へ流れ、JR東海道・横須賀線と根岸線の路線が分岐する付近、笠間町と飯島町の境界で柏尾川に合流する。瀬上沢と洗井沢川は小川で、総称して㹨川と呼ばれることもある。一部の地図には㹨川沿いに稲荷川と表記されているが、稲荷川（矢沢堀）は桂台住宅地付近の遊水池から流れる小川の名称である。
川の中には動物のイタチの置物がある場所もあるが、名の由来は鎌倉街道の出立点としての「いでたち」の転とされている。

## 歴史
流域には、縄文時代から人類が住み、公田ジョウロ塚遺跡などの遺跡がある。古墳時代から奈良時代初めごろには横穴墓群が多く掘られ、約20群200基以上にのぼる㹨川流域横穴墓群が存在した。上流の瀬上沢では上郷深田遺跡で製鉄が行われた。
鎌倉時代には霊所と考えられており、『吾妻鏡』に度々「㹨河」でお祓いをしたと記述されている。また小菅ヶ谷付近には宿場があり、『徒然草』で知られる卜部兼好もこの付近に旅で来たらしく、『兼好家集』の中で「相模国いたち河という所にて、此の所の名を句の上にすえて旅の心を」と題して
- いかにして、たちにし日より、ちりのきて、風（かぜ）だに閨（ねや）を、はらわざるらん

という和歌を詠んでいる。
1960年代（昭和35年～）までは緩やかに蛇行し周辺に湿地の残る河川であったが、周辺の市街地化により水害が頻発するようになったため1970年（昭和45年）より河川整備が行われ、下流部から中流部において3面張り護岸の整備と支流の小河川の暗渠化が行われたが、これは河川改修による水位の低下や自然植生の消滅によって水質の悪化を招いた。
これを改善するため1982年（昭和57年）以降は水辺の自然復元工事として3面張り河川内に河原を再現する事業が行われ、あわせて親水公園や河川沿いの遊歩道などの整備も行われた。これは都市部における多自然型河川の整備（多自然川づくり）の草分けとして土木誌等にしばしば取り上げられている。
また、その後河川整備が開始された上流部は1987年（昭和62年）には「ふるさとの川整備モデル河川」に指定され多自然型護岸などを用いるなど、周辺環境との調和に配慮した整備が行われている。
2011年（平成23年）にはこれらの取り組みが評価され、土木学会デザイン賞を受賞している。また、国土交通省手づくり郷土賞を、「大いたち橋・小いたち橋といたち川プロムナード」で、平成7年度（コミュニティー部門）を、平成10年度には「いたち川・稲荷森の水辺」で、受賞。
2014年（平成26年）から首都圏中央連絡自動車道建設のため河川沿いでは工事が進められている。

## 名称の表記
㹨川のいたちは、「けものへん」に「由」（㹨）である。㹨川周辺の橋や看板、一部の地図などで確認することができる。多くの辞書に掲載されていない字ではあるが、この川の名前が鎌倉時代の『吾妻鑑』にこの字で書かれていたことから、使い続けていると言われる。そういった難読字であることから、もっぱら平仮名でいたち川と表記される。
なお鼬の字がパソコン上で簡単に打ち出せることから、ブログなどでは鼬川と表記されることもある。本来の字は康熙字典や大漢和辞典に載るが、JIS X 0208（JIS第一水準・第二水準）では定義されていないため、標準的な日本語フォントには含まれておらず、かつては多くのコンピューターで打ち出すことができない文字であった。なお、JIS X 0213では第四水準の2面80区34点に、UnicodeではU+3E68に定義されている。

## 生物
㹨川は自然に恵まれており、カワセミや鯉がよく見られる。

## マスコットキャラクター
タッチーくんは、㹨川のマスコットキャラクターであり2005年（平成17年）1月に応募によりこの名前に決まった。主に横浜市栄区内のイベント等で活動している。また、2018年（平成30年）11月から同区内の栄スポーツセンターでオリジナルグッズの販売が行われている。